# Trovicor
Die trovicor GmbH ist eine auf Überwachungstechnik spezialisiertes Unternehmen mit Hauptsitz in München und Niederlassungen in Dubai, Islamabad (Pakistan) und Kuala Lumpur (Malaysia).

## Firma
Das Unternehmen wurde 1993 ursprünglich als Geschäftsbereich Voice and Data Recording der Siemens AG ins Leben gerufen. Dieser Geschäftsbereich wurde als Teil von Siemens Networks zum 1. April 2007 mit in das Gemeinschaftsunternehmen Nokia Siemens Networks (NSN) unter dem neuen Bereichsnamen „Intelligence Solutions“ eingebracht. NSN wiederum verkaufte den Geschäftsbereich im Rahmen eines Betriebsübergangs am 31. März 2009 an den Münchener Finanzinvestor Perusa Partners Fund 1 LP.

## Produkte und Kunden
Das Kernprodukt ist das „Monitoring Center“ (früher „Siemens Monitoring Center“), mit dem umfangreiche Abhörmaßnahmen in Telekommunikationsnetzen möglich sind. Die Produkte von trovicor werden nur an staatliche Stellen verkauft.

## Kontroversen, Big Brother Award
Am 22. Juni 2009 berichtete das Wall Street Journal, dass NSN Überwachungstechnik an den staatlichen iranischen Telekommunikationsmonopolisten verkauft habe und dass diese bei der Unterdrückung des iranischen Volkes verwendet werde. Insbesondere würde auch Deep Packet Inspection verwendet. In der folgenden Kontroverse bestritt NSN, Deep Packet Inspection an den Iran verkauft zu haben. Insbesondere sei Monitoring Center erst Ende März 2009 an den Iran verkauft worden, also in zeitlicher Nähe zum Übergang des Geschäftsbereich an Perusa Partners.
Laut einem Bericht der Zeitung Guardian wurden, nach Bekanntwerden der Verkäufe von Überwachungstechnik, Nokiaprodukte im Iran teils massiv boykottiert.
NSN bzw. trovicor erhielt im Oktober 2009 einen Big Brother Award in der Kategorie Wirtschaft.
Laut dem US-Magazin Bloomberg Markets wurde der Menschenrechtsaktivist Abdulghani al-Chanjar im August 2010 festgenommen, nachdem er von Sicherheitskräften in Bahrain mit der Software „Monitoring Center“ der Firma trovicor überwacht wurde.
2012 berichtete Fakt von Lieferungen an das syrische Regime. Laut Angaben aus dem Jahr 2013 wurden auch die Regierungen von Ägypten und dem Jemen mit Sicherheitssystemen von Trovicor versorgt.
Im März 2013 erklärten Reporter ohne Grenzen Trovicor und vier weitere Unternehmen zum Feind des Internets.
2015 veröffentlichte Privacy International Lieferungen von Trovicor an Pakistan.